# Gamines (film)
Pour les articles homonymes, voir Gamine.
 (juin 2016).
Si vous disposez d'ouvrages ou d'articles de référence ou si vous connaissez des sites web de qualité traitant du thème abordé ici, merci de compléter l'article en donnant les références utiles à sa vérifiabilité et en les liant à la section « Notes et références ».
Pour plus de détails, voir Fiche technique et Distribution.

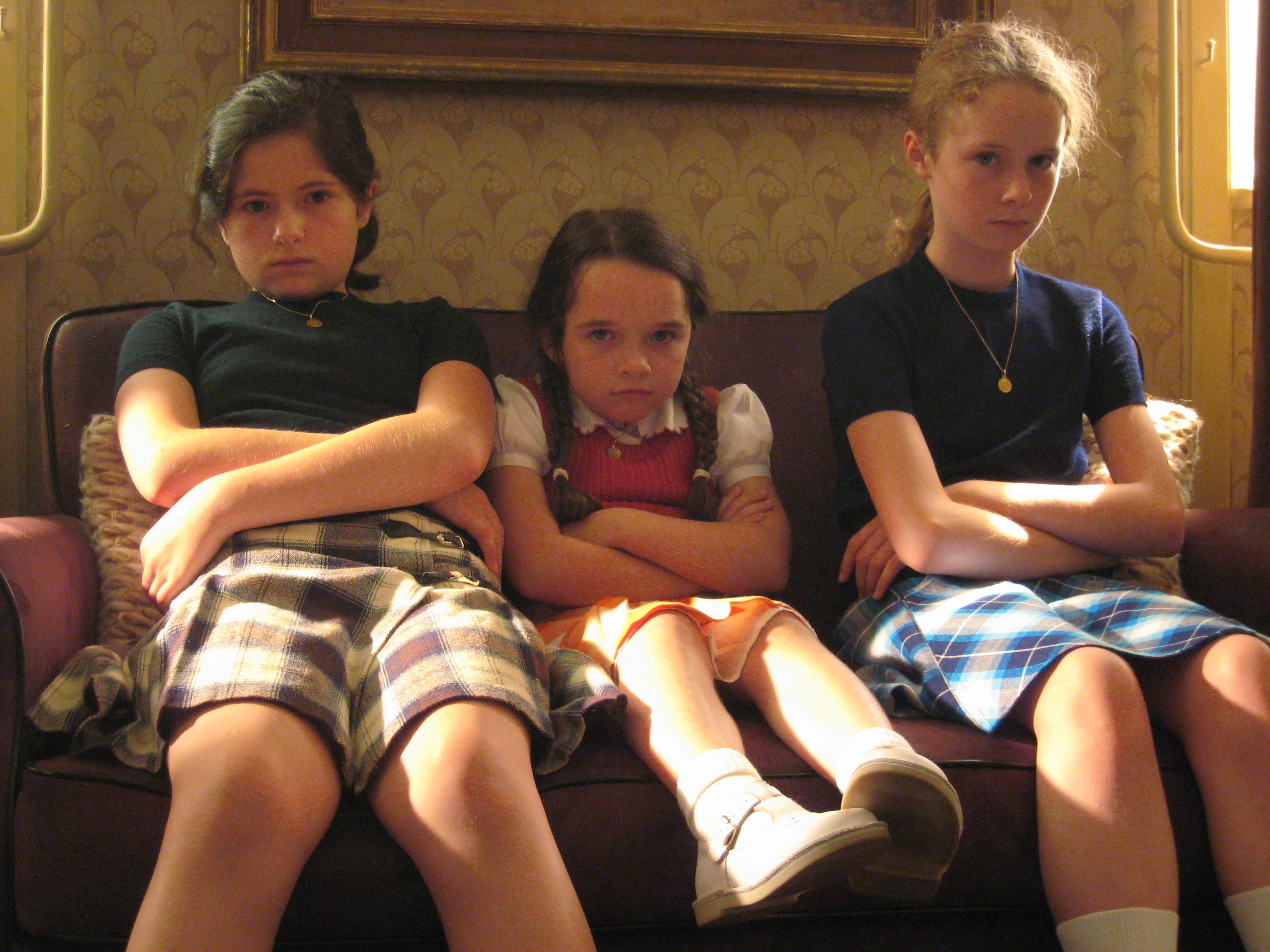
Louise Herrero, Roxane Monnier et Zoé Duthion, les gamines du film.

Gamines est un film français réalisé par Éléonore Faucher, sorti en 2009.

## Synopsis
Années 70 à la Croix-Rousse, la vie insouciante et heureuse de trois sœurs aux caractères très différents. Néanmoins, à l'école et dans leur voisinage, elles doivent lutter contre les préjugés et les quolibets qui les concernent du fait de leur origine italienne et que leur mère les élève seule (ce qui est mal vu à l'époque). Cette dernière, italienne immigrée en France (donc étrangère), abandonnée par son mari, est en permanence débordée, car devant mener de front son travail et son ménage dans une pauvreté relative. De plus, ses filles lui font voir les 400 coups...
Un jour à l'occasion de l'absence de sa mère, Sibylle, la cadette et la forte tête de la fratrie, en profite pour fouiller dans la chambre parentale. Elle tombe sur une photo cachée de son père qu'elle dérobe. Elle la montre ensuite à ses deux sœurs. Commence alors une quête pour retrouver leur père et les raisons de son départ du foyer familial. Elle ne le retrouveront que 30 ans plus tard, à la suite du succès de Sibylle qui est devenue une actrice de cinéma reconnue.

## Fiche technique
- Titre : Gamines
- Réalisation : Éléonore Faucher

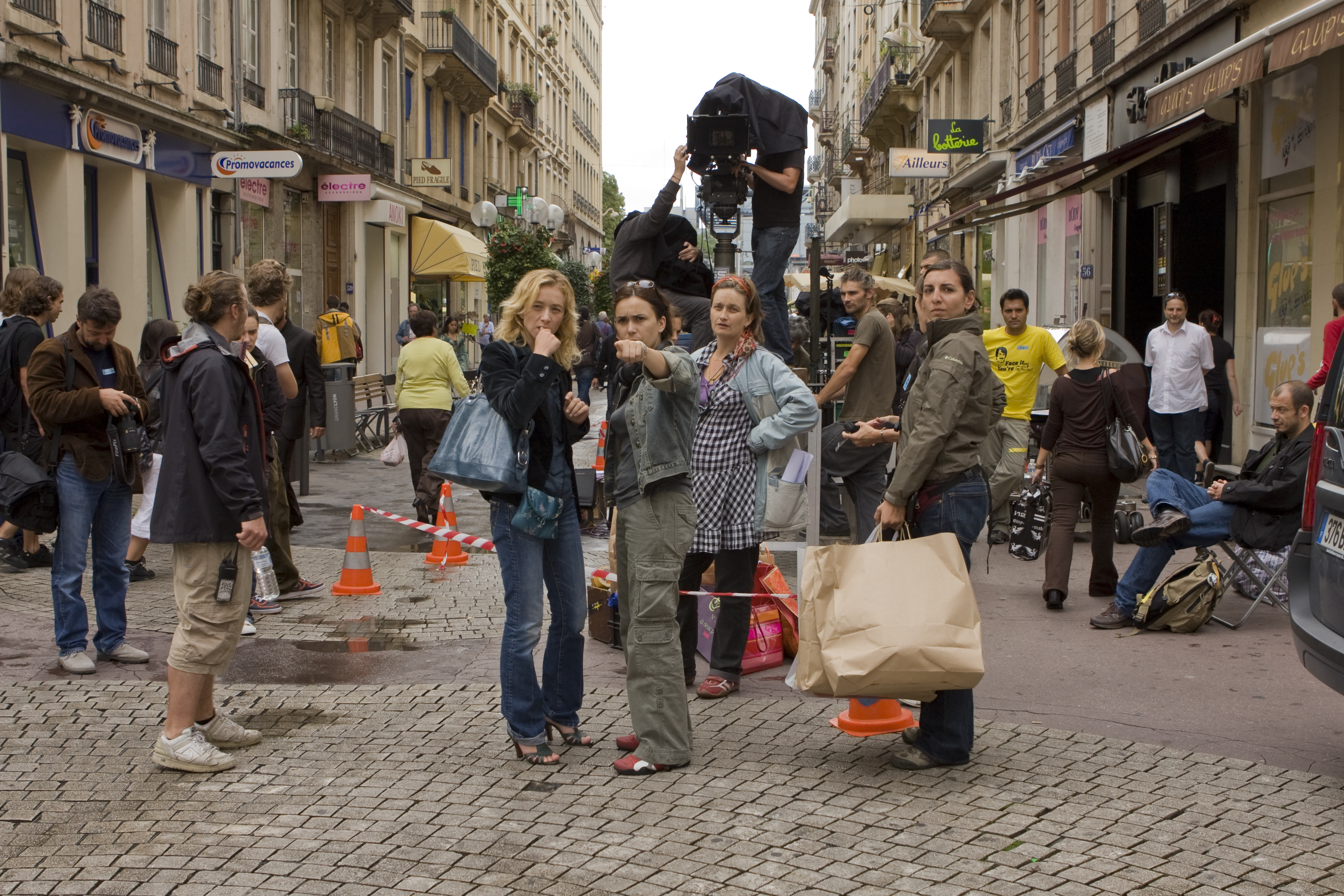
Sylvie Testud et Éléonore Faucher lors du tournage du film.

- Scénario : Sylvie Testud, Éleonore Faucher, d'après le roman de Sylvie Testud (Éd. Fayard, 2006)
- Musique originale : Laurent Petitgand
- Directeur de la photographie : Pierre Cottereau
- Ingénieur du son : Jacques Pibarot
- Mixeur : Florent Lavallée
- Chef décoratrice : Valérie Valéro
- Costumière : Catherine Rigault
- Maquilleuse : Evelyne Byot
- Assistant réalisateur : Valérie Megard
- Monteuse : Joële van Effenterre
- Directrice du casting : Sarah Teper
- Producteurs : Blanche Guichou, Robert Guédiguian
- Directrice de production : Nathalie Duran
- Société de production : Ex Nihilo, en coproduction avec Rhône-Alpes Cinéma et TF1 International
- Distributeur : UGC Distribution
- Genre : comédie dramatique
- Durée : 107 minutes
- Pays d'origine :  France
- Date de sortie : France : 16 décembre 2009

## Distribution
- Amira Casar : Anna Di Biaggio, la mère
- Sylvie Testud : Sibylle adulte
- Zoé Duthion : Sibylle enfant
- Marc Barbé : Antoine Mercier, le père
- Jean-Pierre Martins : Salvatore, le parrain Di Biaggio
- Élise Otzenberger : Georgette adulte
- Roxane Monnier : "Jojo", Georgette enfant, la petite sœur
- Laurence Cordier : Corinne adulte
- Louise Herrero : Corinne enfant, la grande sœur
- Lubna Azabal : Angela Di Biaggio, la tante
- Sophie Guillemin : Odile, la marraine Di Biaggio
- Marius Colucci : le moniteur de colo

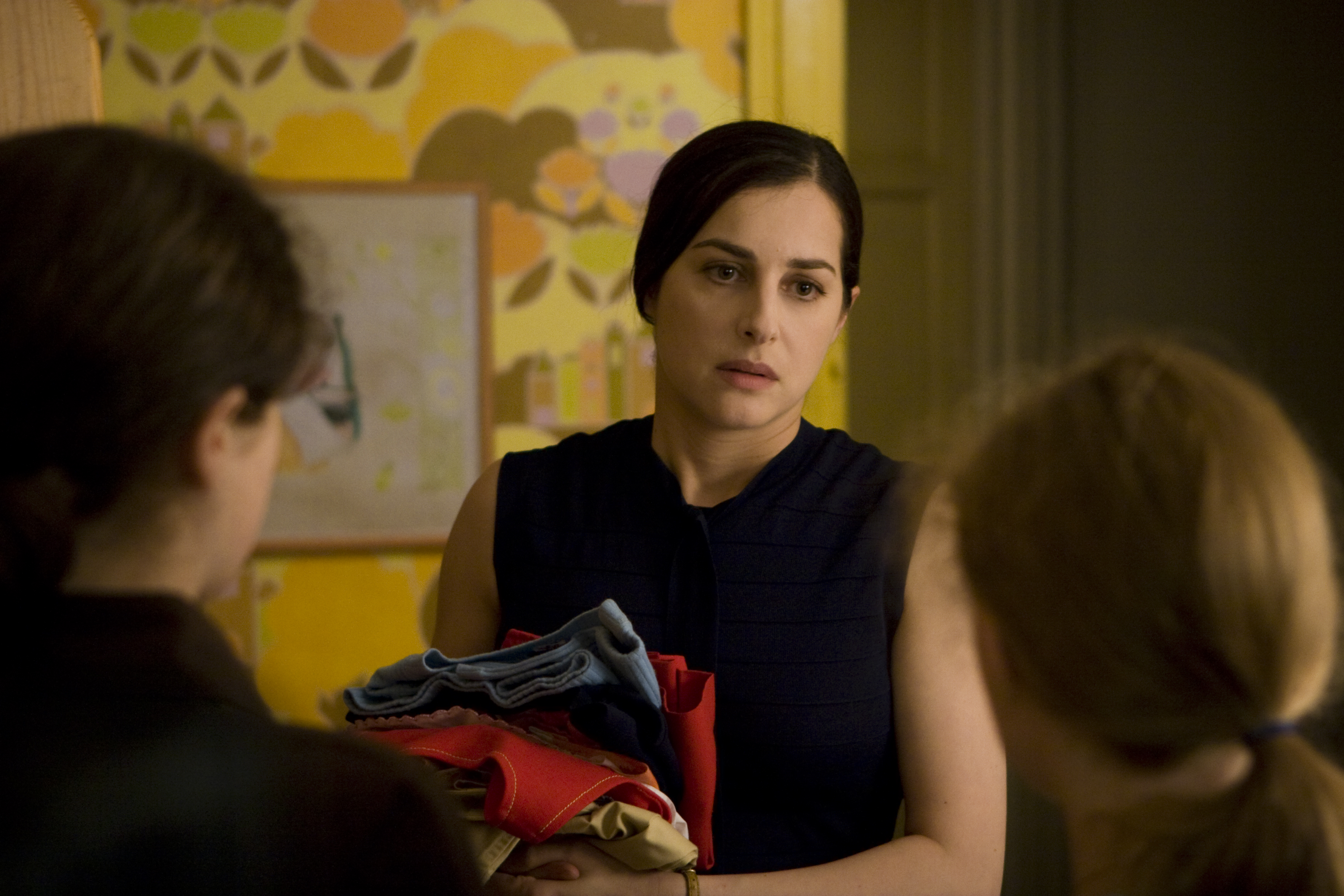
Amira Casar
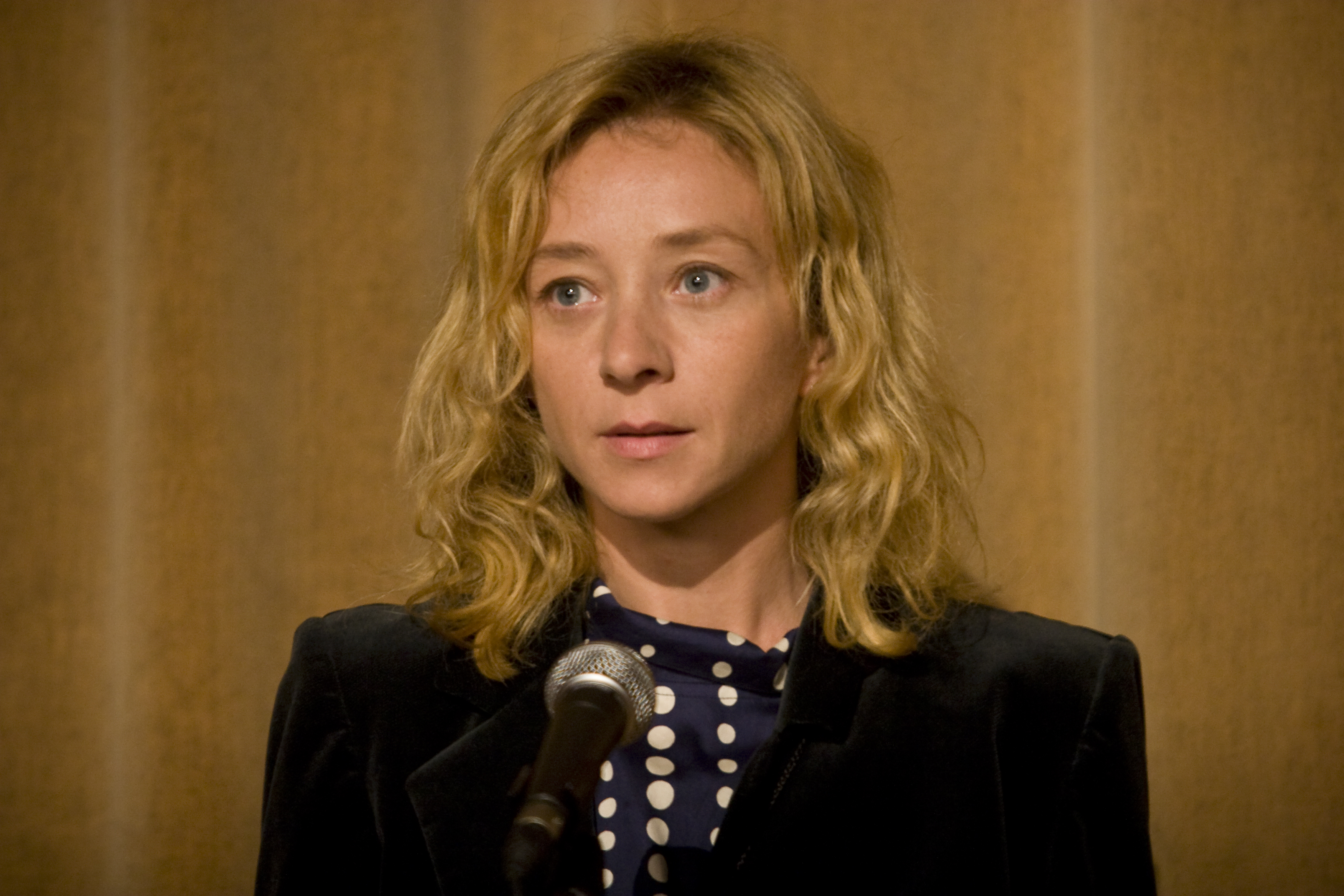
Sylvie Testud
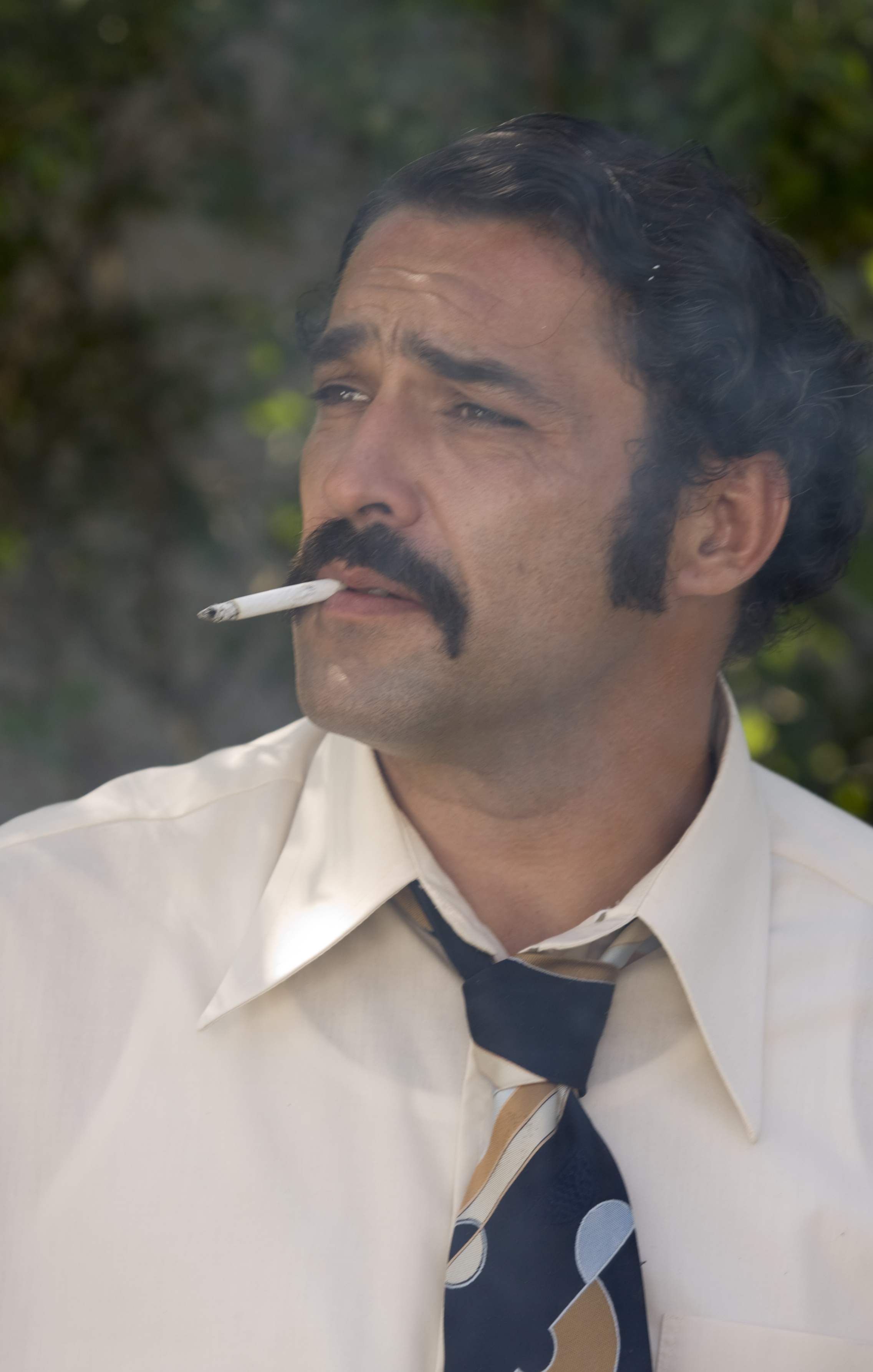
Jean-Pierre Martins
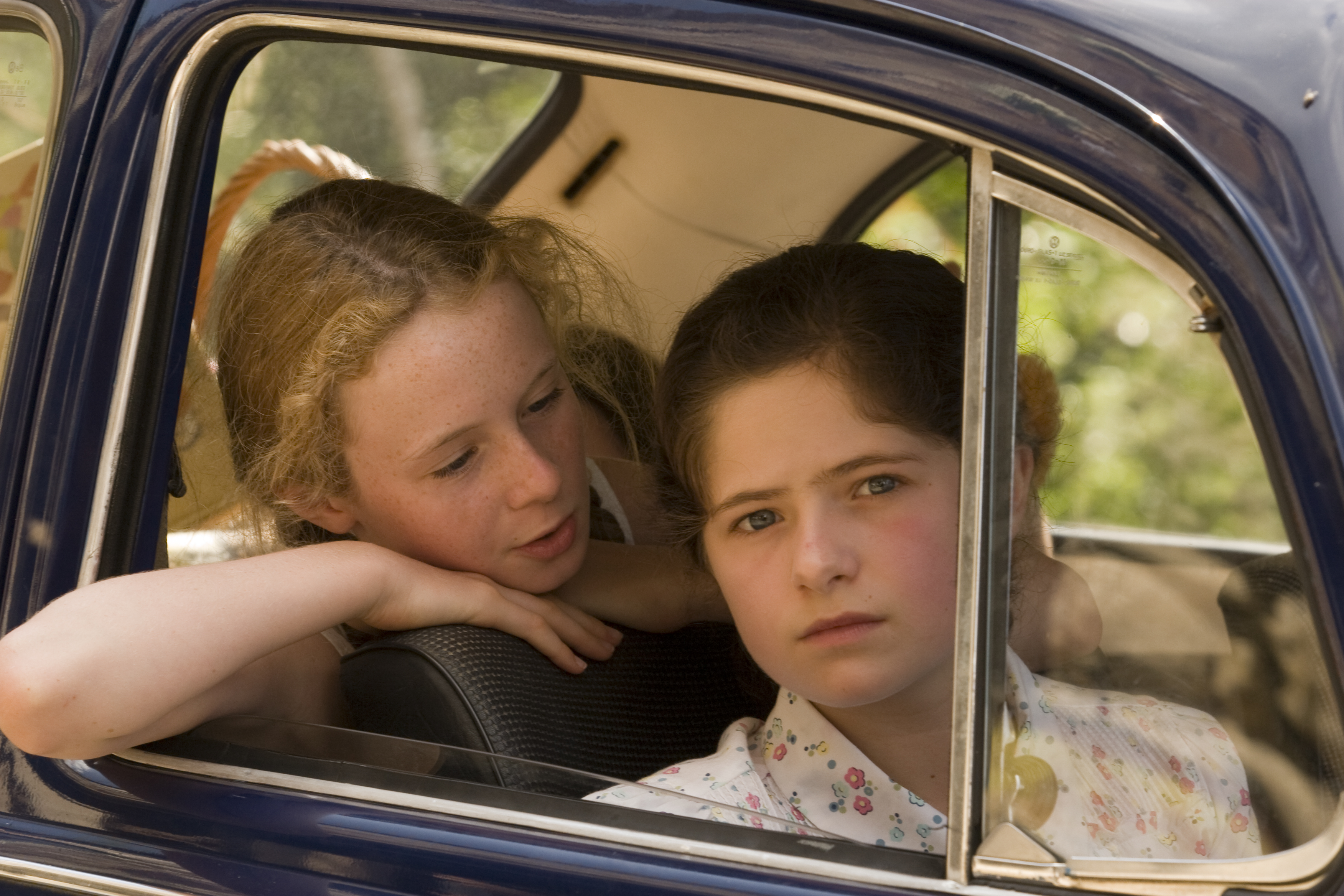
Zoé Duthion, Louise Herrero

## Autour du film
- Le film est l'adaptation de l'autobiographie éponyme écrite par l'actrice Sylvie Testud. D’ailleurs, elle joue son propre rôle à l'âge adulte (seuls les prénoms ont été changés).
- Dans la dernière partie du film, Sibylle est devenue adulte et une actrice de cinéma. Lors d'une séance de dédicaces où elle rencontre son père, on voit derrière elle l'affiche du film Les Blessures assassines. Comme elle le décrit dans son autobiographie, c'est à l'âge de 34 ans, à la suite du succès de ce film pour lequel elle obtiendra un César du meilleur espoir féminin, que Sylvie Testud devint connue en France et put ensuite retrouver son père[1] qu'elle n'avait plus revu depuis son enfance. Comme dans le film, elle ne souhaite plus le revoir par la suite...
- Dans le film, on peut entendre la chanson Les Mots bleus en version italienne.